# 田中博之 (教育学者)
田中 博之（たなか ひろゆき、1960年 - ）は、日本の教育学者。早稲田大学教育・総合科学学術院教授。専門は教育工学・教育方法学。

## 来歴
1960年、福岡県北九州市生まれ。大阪大学人間科学部卒業。1988年1月、大阪大学大学院人間科学研究科博士後期課程在学中に大阪大学人間科学部助手となり、1990年10月に大阪教育大学専任講師、1994年4月に同大学助教授、2006年11月に同教授。2009年4月から早稲田大学教育・総合科学学術院教授。
1996年および2005年に文部科学省長期在外研究員制度によりロンドン大学キングズカレッジ教育研究センター客員研究員。NHK、TBS、テレビ東京、読売新聞などメディア出演多数。
2020年3月2日からの新型コロナウイルスに伴う小中高校の臨時休校について、「宿題を用意するには準備期間が短すぎる。休み中の過ごし方も十分な指導が必要だ。」と指摘した。
ケータイ社会におけるネット犯罪から子どもを守るネット安全教育の重要性を説き、「ネット安全モラル学会」を通じて、ネット安全教育の普及を推進している。

## 著作リスト
- 『NEW学級力向上プロジェクト: 小中学校のクラスが変わる 学級力プロット図誕生!』金子書房、2021年4月13日、143頁。ISBN 978-4-7608-3043-5。
- 『GIGAスクール構想対応 実践事例でわかる！ タブレット活用授業 Kindle版』学陽書房、2021年3月26日。
- 『「主体的・対話的で深い学び」学習評価の手引き 学ぶ意欲がぐんぐん伸びる評価の仕掛け (教職研修総合特集)』今宮信吾 共著 教育開発研究所、2020年4月8日、208頁。ISBN 978-4-8656-0767-3。
- 『小学生のための生活習慣力アップノート【1・2年生用】』日本能率協会マネジメントセンター、2018年6月23日、104頁。ISBN 978-4-8207-2672-2。
- 『小学生のための生活習慣力アップノート【3・4年生用】』日本能率協会マネジメントセンター、2018年6月23日、104頁。ISBN 978-4-8207-2673-9。
- 『小学生のための生活習慣力アップノート【5・6年生用】』日本能率協会マネジメントセンター、2018年6月23日、104頁。ISBN 978-4-8207-2674-6。
- 『若手教員の学級マネジメント力が伸びる!: 学級力向上プロジェクト教員研修編』金子書房、2018年5月26日、212頁。ISBN 978-4-7608-3906-3。
- 『道徳ツールとアクティビティでできる「考え、議論する」道徳ワークショップ』梅澤泉、彦田泰輔 共著 明治図書出版、2018年3月15日、223頁。ISBN 978-4-1820-4722-0。
- 『アクティブ・ラーニング「深い学び」実践の手引き (教職研修総合特集)』教育開発研究所、2017年7月27日、208頁。ISBN 978-4-8656-0722-2。
- 『実践事例でわかる! アクティブ・ラーニングの学習評価』学陽書房、2017年3月9日、176頁。ISBN 978-4-3136-5334-4。
- 『カリキュラム編成論 子どもの総合学力を育てる学校づくり (放送大学大学院教材)』放送大学教育振興会、2017年3月1日、365頁。ISBN 978-4-5951-4084-6。
- 『アクティブ・ラーニングが絶対成功する! 小・中学校の家庭学習アイデアブック』明治図書出版、2017年1月20日、160頁。ISBN 978-4-1814-9417-9。
- 『学級力向上プロジェクト3: スマイル・アクション事例集 小・中学校編』金子書房、2016年12月20日、201頁。ISBN 978-4-7608-2408-3。
- 『アクティブ・ラーニング実践の手引き―各教科等で取り組む「主体的・協働的な学び」 (教職研修総合特集)』教育開発研究所、2016年3月22日、208頁。ISBN 978-4-8738-0699-0。
- 『学級力向上プロジェクト2 実践事例集: 小・中・高校編』金子書房、2014年11月12日、223頁。ISBN 978-4-7608-2391-8。
- 『学級力向上プロジェクト: 「こんなクラスにしたい!」を子どもが実現する方法 小・中学校編』金子書房、2013年4月12日、225頁。ISBN 978-4-7608-2374-1。
- 『よくわかる教育学原論 (やわらかアカデミズム・わかるシリーズ)』安彦忠彦、藤井千春、児島邦宏 共著 ミネルヴァ書房、2012年4月1日、248頁。ISBN 978-4-6230-6247-8。